# Rotherham
Rotherham és una ciutat de South Yorkshire, Anglaterra, situada al riu Don, a prop de la seva confluència amb el riu Rother, entre Sheffield i Doncaster. La població urbana és de 248.175 habitants.
La zona era habitada per la tribu dels dobunni, i tot i que hi va haver diversos establiments al territori ocupat avui per la ciutat, aquesta va ser fundada pels saxons. El ferro és explotat a la regió des de l'ocupació romana i actualment la de l'acer és la principal indústria de la ciutat.